# Klemen Jaklič
Klemen Jaklič, slovenski pravnik, sodnik, profesor in akademik, * 6. avgust 1975, Ljubljana. 
Diplomiral je leta 1999 na ljubljanski pravni fakulteti, magistriral na Harvardu. Odlična ocena magistrskega dela mu je omogočila Fulbrightovo štipendijo in doktorski študij na ameriški Univerzi Harvard. Še pred doktoratom je nekaj časa deloval svetovalec v kabinetu predsednika vlade Andreja Bajuka. Nadalje je drugič doktoriral, in sicer iz ustavnega prava, na Univerzi Oxford. Od leta 2008 je predavatelj na Harvardu, kjer je skupno predaval več kot dvajset predmetov. Med drugim predava področja, kot so ustavno pravo, moralne teorije, etika, človekove pravice, globalna pravičnost in demokracija. Na vseh petih oddelkih univerze, na katerih je deloval, je prejel univerzitetno nagrado za odličnost v poučevanju.
Leta 22. marca 2017 je bil v Državnem zboru Republike Slovenije izvoljen za ustavnega sodnika. Je prvi slovenski ustavni sodnik z dvojnim doktoratom. Po izboru IUS INFO je bil od leta 2013 večkrat uvrščen med najvplivnejše slovenske pravnike.